# アフメト2世
アフメト2世（Ahmed II, 1643年2月25日 - 1695年2月6日）はオスマン帝国の第21代皇帝（在位：1691年6月22日 - 1695年2月6日）。第18代皇帝・イブラヒムの子でメフメト4世、スレイマン2世の弟。

## 生涯

### 即位前
1649年、兄のメフメトとスレイマンと共に割礼をする。父の死後、帝位を継承しない皇子たちの幽閉所（黄金の鳥籠）に即位するまでの間43年にわたって幽閉されて暮らした。

### 即位後
異母兄スレイマン2世の死により皇帝として即位するも、大宰相キョプリュリュ・ムスタファ・パシャが、1691年に大トルコ戦争で敗死している。

### 税制改革
アフメト2世の治世中、税の徴収に関する改革が行われた。1691年、勅令によってキリスト教徒の人頭税の徴税の仕方が変更された。以前は、村単位で総額が課税されていたのを個人個人に課税することにして、課税の時に証書を渡して人頭税徴税の不正を防ぐことにした。しかし本来納税を免除されていたギリシャ正教会の聖職者にも人頭税が課税されることになったため、彼らの反発を招き、「このような扱いはイスラム法に背くことである。」とスルタンに訴え出たがアフメト2世は課税の原則を変えなかった。キリスト教聖書者に対するこのような扱いがこの後、19世紀以降にバルカン半島の諸民族のナショナリズムを刺激することになった。
1695年には、安定した税収確保と納税者の民力の安定させるために、16世紀末に導入された徴税請負制に終身制が導入された。それまでの徴税請負人は任期付きで、任期の間にできるだけ収益をあげるべく、過度の収奪に走ったため、納税者はそれに苦しんでいた。そのため、徴税請負人を終身にすれことで長期的な視野によって徴税を実施することか期待された。これを機に終身徴税請負人は各地の地方の有力者になってアーヤーンと呼ばれた。アーヤーンはオスマン帝国の戦争に協力することもあれば、時には反乱分子になることもあった。

### 死去
1695年にアフメト2世は在位4年で死去し、甥のムスタファ2世が後を継いだ。アフメト2世にはイブラヒムという幼い遺児がおり、大宰相のシュルメリ・アリ・パシャはムスタファではなく、イブラヒムを即位させようとしたが、その前にムスタファ2世がイスラム長老らに即位を容認されたため、シュルメリ・アリ・パシャの試みは失敗した。その後、彼はそのことを理由にムスタファ2世によって大宰相を解任された後、処刑された。

## 家族
アフメトにはイブラヒム(1692-1714)とセリム(1692-1694)の双子の息子がいた。